# 布雷特·杜普雷
布雷特·杜普雷（英語：Brett Duprez，1975年2月12日—），澳大利亚男子草地滚球运动员。他曾代表澳大利亚参加1998年英联邦运动会草地滚球比赛，获得男子双人金牌。